# Vòng loại Giải vô địch bóng đá nữ châu Âu 2017 (Bảng 2)
Bảng 2 Vòng loại Giải vô địch bóng đá nữ châu Âu 2017 bao gồm các đội: Tây Ban Nha, Phần Lan, Cộng hòa Ireland, Bồ Đào Nha và Montenegro.

## Bảng xếp hạng
| VT | Đội              | ST | T | H | B | BT | BB | HS  | Đ  | Giành quyền tham dự |     |     |     |     |     |      |
| -- | ---------------- | -- | - | - | - | -- | -- | --- | -- | ------------------- | --- | --- | --- | --- | --- | ---- |
| 1  | Tây Ban Nha      | 8  | 8 | 0 | 0 | 39 | 2  | +37 | 24 | Vòng chung kết      |     | —   | 2–0 | 5–0 | 3–0 | 13–0 |
| 2  | Bồ Đào Nha       | 8  | 4 | 1 | 3 | 15 | 11 | +4  | 13 | Play-off            |     | 1–4 | —   | 3–2 | 1–2 | 6–1  |
| 3  | Phần Lan         | 8  | 4 | 1 | 3 | 17 | 12 | +5  | 13 |                     |     | 1–2 | 0–0 | —   | 4–1 | 1–0  |
| 4  | Cộng hòa Ireland | 8  | 3 | 0 | 5 | 17 | 14 | +3  | 9  |                     | 0–3 | 0–1 | 0–2 | —   | 9–0 |      |
| 5  | Montenegro       | 8  | 0 | 0 | 8 | 2  | 51 | −49 | 0  |                     | 0–7 | 0–3 | 1–7 | 0–5 | —   |      |

## Các trận đấu
Giờ thi đấu là CEST (UTC+2) các trận từ ngày 29 tháng 3 tới 24 tháng 10 năm 2015 và từ 27 tháng 3 tới 29 tháng 10 năm 2016, còn lại là CET (UTC+1).
| Phần Lan  | 1–0      | Montenegro |
| --------- | -------- | ---------- |
| Öling 67' | Chi tiết |            |

| Cộng hòa Ireland | 0–2      | Phần Lan                     |
| ---------------- | -------- | ---------------------------- |
|                  | Chi tiết | Koivisto 13' · Sällström 71' |

| Bồ Đào Nha | 1–2      | Cộng hòa Ireland         |
| ---------- | -------- | ------------------------ |
| Costa 16'  | Chi tiết | Quinn 22' · O'Gorman 40' |

| Phần Lan   | 1–2      | Tây Ban Nha                  |
| ---------- | -------- | ---------------------------- |
| Kuikka 25' | Chi tiết | Putellas 4' · Torrecilla 29' |

| Cộng hòa Ireland | 0–3      | Tây Ban Nha                                           |
| ---------------- | -------- | ----------------------------------------------------- |
|                  | Chi tiết | Losada 30' · Hermoso 44' (ph.đ.) · Perry 90+3' (l.n.) |

| Bồ Đào Nha                                                                          | 6–1      | Montenegro |
| ----------------------------------------------------------------------------------- | -------- | ---------- |
| Neto 7', 28' · C. Mendes 31' · Borges 40' · Do. Silva 61' (ph.đ.) · Fernandes 90+1' | Chi tiết | Kuč 20'    |

| Tây Ban Nha              | 2–0      | Bồ Đào Nha |
| ------------------------ | -------- | ---------- |
| Losada 8' · Bermúdez 25' | Chi tiết |            |

| Montenegro | 0–7      | Tây Ban Nha                                                                                        |
| ---------- | -------- | -------------------------------------------------------------------------------------------------- |
|            | Chi tiết | Losada 15', 62' · Boquete 22' · Putellas 42' (ph.đ.) · Hermoso 69' · Sampedro 74' · Torrecilla 77' |

| Montenegro | 0–5      | Cộng hòa Ireland                                                                 |
| ---------- | -------- | -------------------------------------------------------------------------------- |
|            | Chi tiết | Quinn 3' · O'Gorman 24' · Littlejohn 26' (ph.đ.) · D. O'Sullivan 73' · Roche 84' |

| Bồ Đào Nha    | 1–4      | Tây Ban Nha                                                |
| ------------- | -------- | ---------------------------------------------------------- |
| Do. Silva 66' | Chi tiết | Torrecilla 36' · Putellas 40' · Sampedro 87' · Boquete 89' |

| Montenegro   | 1–7      | Phần Lan |
| ------------ | -------- | --- |
| Bulatović 8' | Chi tiết | Djurković 15' (l.n.) · Alanen 21' · Danielsson 27' · Saari 68' · Sällström 73' · Saarinen 83' · Heroum 90+3' |

| Tây Ban Nha                    | 3–0      | Cộng hòa Ireland |
| ------------------------------ | -------- | ---------------- |
| Boquete 58', 65' · Hermoso 86' | Chi tiết |                  |

| Phần Lan                                                 | 4–1      | Cộng hòa Ireland |
| -------------------------------------------------------- | -------- | ---------------- |
| Alanen 32' · Danielsson 39' · Kuikka 70' · Sällström 87' | Chi tiết | Roche 76'        |

| Montenegro | 0–3      | Bồ Đào Nha             |
| ---------- | -------- | ---------------------- |
|            | Chi tiết | Fernandes 7', 29', 54' |

| Phần Lan | 0–0      | Bồ Đào Nha |
| -------- | -------- | ---------- |
|          | Chi tiết |            |

| Cộng hòa Ireland                                                                           | 9–0      | Montenegro |
| ------------------------------------------------------------------------------------------ | -------- | ---------- |
| Connolly 3' · O'Gorman 11', 53', 58' · Roche 45', 65', 69' · Quinn 62' · F. O'Sullivan 83' | Chi tiết |            |

| Tây Ban Nha | 13–0     | Montenegro |
| --- | -------- | ---------- |
| Boquete 2', 7', 45', 46' · Bermúdez 10', 20', 23', 52', 90+3' · Sampedro 16' · Corredera 25' · Losada 74' · Putellas 80' | Chi tiết |            |

| Bồ Đào Nha                         | 3–2      | Phần Lan                         |
| ---------------------------------- | -------- | -------------------------------- |
| Neto 29', 45' (ph.đ.), 84' (ph.đ.) | Chi tiết | Alanen 21' (ph.đ.) · Franssi 27' |

| Tây Ban Nha                                                                    | 5–0      | Phần Lan |
| ------------------------------------------------------------------------------ | -------- | -------- |
| Torrejón 28' · Paredes 66' (ph.đ.), 82' · Sampedro 88' (ph.đ.) · Hermoso 90+1' | Chi tiết |          |

| Cộng hòa Ireland | 0–1      | Bồ Đào Nha |
| ---------------- | -------- | ---------- |
|                  | Chi tiết | Neto 78'   |

## Cầu thủ ghi bàn
8 bàn
- Verónica Boquete

6 bàn
- Cláudia Neto
- Sonia Bermúdez

5 bàn
- Áine O'Gorman
- Stephanie Roche
- Vicky Losada

4 bàn
- Edite Fernandes
- Jennifer Hermoso
- Alexia Putellas
- Amanda Sampedro

3 bàn
- Louise Quinn
- Emmi Alanen
- Linda Sällström
- Virginia Torrecilla

2 bàn
- Dolores Silva
- Jenny Danielsson
- Natalia Kuikka
- Irene Paredes

1 bàn
- Ana Borges
- Carole Costa
- Carolina Mendes
- Megan Connolly
- Ruesha Littlejohn
- Denise O'Sullivan
- Fiona O'Sullivan
- Slađana Bulatović
- Armisa Kuč
- Sanni Franssi
- Nora Heroum
- Emma Koivisto
- Ria Öling
- Maija Saari
- Sanna Saarinen
- Marta Corredera
- Marta Torrejón

Phản lưới nhà
- Sophie Perry (gặp Tây Ban Nha)
- Tatjana Djurković (gặp Phần Lan)